# SN 2006hp
SN 2006hp – supernowa typu Ia odkryta 16 września 2006 roku w galaktyce A002414-0014. W momencie odkrycia miała maksymalną jasność 23,00m.